# ムネアカゴジュウカラ
ムネアカゴジュウカラ（学名：Sitta canadensis）は、スズメ目ゴジュウカラ科に分類される鳥類の一種。

## 分布
- 新北区に生息する。
- 日本にも生息するゴジュウカラの近縁種。